# Saint-Genès-de-Blaye
Saint-Genès-de-Blaye är en kommun i departementet Gironde i regionen Nouvelle-Aquitaine i sydvästra Frankrike. Kommunen ligger i kantonen Blaye som tillhör arrondissementet Blaye. År 2022 hade Saint-Genès-de-Blaye 495 invånare.

## Befolkningsutveckling
Antalet invånare i kommunen Saint-Genès-de-Blaye
Referens:INSEE